# 66 dage med Jeppe
66 dage med Jeppe er en film instrueret af Sune Lund-Sørensen.

## Handling
En reportage om optagelserne af filmen »Jeppe på bjerget«. Der kigges bag kulisserne, vises hvordan enkelte scener er blevet opbygget og dvæles specielt ved det store arbejde med dekorationer, kostumer osv. Filmens instruktør, Kaspar Rostrup, og hovedrolleindehaver, Buster Larsen, interviewes.